# Плита Соломонова моря

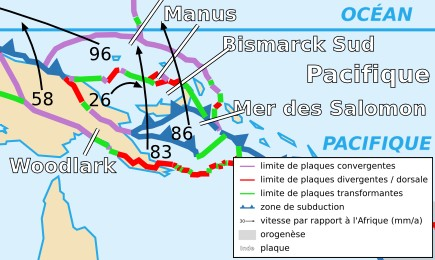
Карта расположения
плиты Соломонова моря

Плита Соломонова моря — литосферная микроплита, расположена на юго-западе от Соломоновых островов, на юге Тихого океана. Площадь составляет 0,00317 стерадиан. Обычно ассоциируется с Австралийской плитой.
Плита Соломонова моря — океаническая плита, которая исчезает через две зоны субдукции, одна из северной, другая с юго-западной. На юго-востоке трансформный разлом отделяет её от плиты Вудларк. Зоны субдукции на северо-западе отделяет её от Южно-Бисмаркской плиты и на северо-востоке от Тихоокеанской. Северо-западная зона субдукции зовётся — Ново-Британская зона субдукции.
В юго-западной зоне субдукции плита Соломонова моря ныряет под Индо-Австралийскую плиту. Она также граничит с Северно-Бисмаркской плитой.